# Randegan (Wangon)
Randegan is een bestuurslaag in het regentschap Banyumas van de provincie Midden-Java, Indonesië. Randegan telt 6592 inwoners (volkstelling 2010).